# Ginette Martenot
Ginette Martenot (1902–1996) fou una pianista i experta i intèrpret francesa en l'instrument electrònic del segle XX les ones Martenot, que va ser inventat pel seu germà Maurice. Als setze anys, va ingressar al Conservatori de París, on va estudiar contrapunt i fuga amb el compositor Arthur Honegger. Va fer la primera actuació (i posteriorment va fer enregistraments) com a solista d'ones a la Simfonia Turangalila de Messiaen, amb Yvonne Loriod a la part de piano solista.
Martenot va ser professora del compositor Serge Nigg.